# Jane Jensen (attrice)
Jane Anne Jensen (Indianapolis, 1967) è una cantante e attrice statunitense.

## Biografia
La carriera musicale della Jensen iniziò a Chicago nel 1996, quando entrò a far parte del gruppo Oxygiene 23. Nello stesso anno, la Jensen debuttò in veste di solista, pubblicando l'album Comic Book Whore. Seguirono altri tre album, pubblicati tra il 2002 e il 2008.
Alla carriera da solista, la Jensen alterna la carriera di attrice. Il suo debutto nel mondo del cinema avvenne nel 1990, con il film Diving In, mentre la parte che l'ha fatta divenire un'attrice conosciuta è stata quella di Juliet nel cult movie Tromeo and Juliet, prodotto dalla Troma nel 1996.
La Jensen ha partecipato anche alla realizzazione di alcune colonne sonore, tra cui quelle di Tromeo and Juliet e di un altro film della Troma, Citizen Toxie: The Toxic Avenger IV.

## Discografia

### Solista
- Comic Book Whore (1996)
- Burner (2002)
- My Rockabye (2007)
- The Privateer, Part 1 (2008)

### Colonne sonore
- Tromeo and Juliet (autrice: Monster Island, More Than I Can Give) (cantante: More Than I Can Give) (1996)
- Citizen Toxie: The Toxic Avenger IV (cantante: Rock That, Burner) (2000)
- Evil on Queen Street (autrice e cantante: Meet Again) (2002)
- Slither (autrice e cantante: Fast Girl USA, Saturday Night) (2006)

## Filmografia
- Diving In, regia di Strathford Hamilton (1990)
- Jane Street, regia di Charles Merzbacher (1996)
- Tromeo and Juliet, regia di Lloyd Kaufman e James Gunn (1996)
- Dream House, regia di Adam Amdur (1997)
- The Tromaville Café, regia di Lloyd Kaufman e James Gunn - Serie TV (1997)
- Hoofboy, regia di Will Keenan (cortometraggio) (1998)
- The Adventures of Sebastian Cole, regia di Tod Williams (1998)
- Big Apple - Serie TV, 1 episodio (2001)
- Operation Midnight Climax, regia di Gadi Harel e Will Keenan (2002)
- Fallacy, regia di Jeff Jensen (2004)